# Margarita Hyne
Margarita Hyne fue una maestra inglesa que desempeñó su oficio en la ciudad de Buenos Aires en la primera mitad del siglo XIX.

## Biografía
Era nativa de Inglaterra. Casada con un capitán retirado de buque mercante, emigró a la ciudad de Buenos Aires, capital de la República Argentina hacia 1824.
Allí creó la primera escuela "inglesa" en la Argentina que funcionó entre 1822 y 1834. Popular entre la numerosa comunidad de origen inglés o irlandés, llegó a tener más de setenta alumnos, un elevado número para la época, lo que promovió la aparición de otros establecimientos educativos similares como los fundados por Gilberto Ramsay, Losh y Enrique Bradish brindando educación elemental a los hijos de los extranjeros angloparlantes.
Su escuela fue muy conocida y respetada entre las familias locales.  Se enseñaba el castellano, el inglés y no se los instruía en religión a pesar de que sus regentes eran protestantes. 
Según algunas fuentes, uno de sus alumnos fue Guillermo Brown y Chitty, hijo del almirante Guillermo Brown (otras indican que estudió con Bradish al igual que su hermano Eduardo Brown).